# Marie-Louise Pailleron

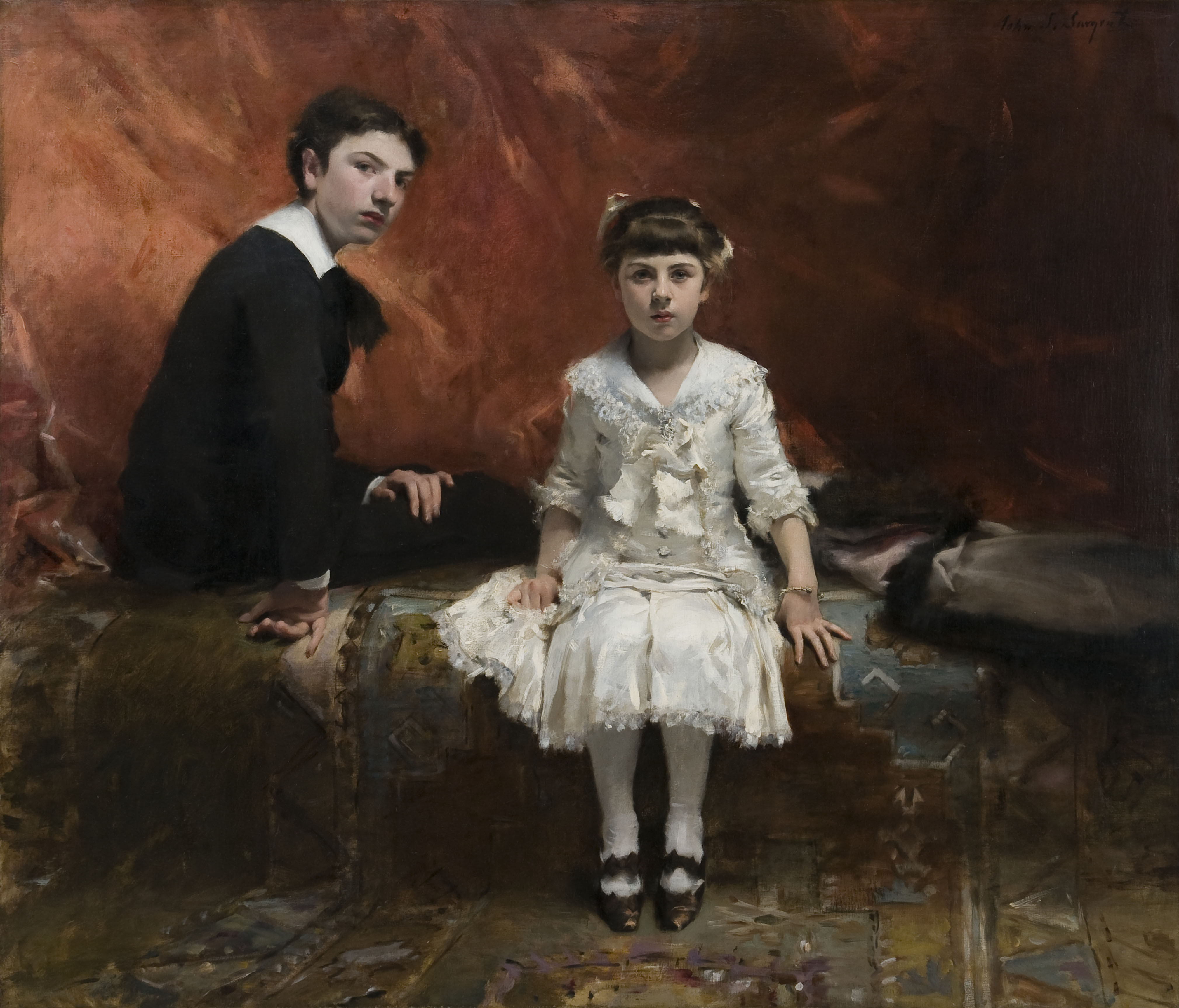
John Singer Sargent: Porträt von Edouard und Marie-Louise Pailleron, 1881

Marie-Louise Pailleron (* 1872; † 12. Februar 1951) war eine französische Schriftstellerin, Romanistin und Literaturhistorikerin.

## Leben und Werk
Marie-Louise Pailleron war die Enkelin von François Buloz (1803–1877), dem Gründungsherausgeber der Revue des Deux Mondes, und die Tochter von Édouard Pailleron (1834–1899), Mitglied der Académie française. Sie erforschte die Literaturgeschichte im Umkreis ihres Großvaters, publizierte Romane und wirkte als Femme de lettres. Sie erbte das Schloss Ronjoux in La Motte-Servolex, wo im 19. Jahrhundert zahlreiche Schriftsteller zu Besuch waren, u. a. George Sand.
Marie-Louise Pailleron war die Mutter des Schriftstellers Robert Bourget-Pailleron (* 1897–?).
1881 porträtierte der US-amerikanische Maler John Singer Sargent Marie-Louise zusammen mit ihrem älteren Bruder Édouard Pailleron. Das Ölgemälde befindet sich heute im Des Moines Art Center in Des Moines im Bundesstaat Iowa in den USA.

## Werke
- François Buloz et ses amis, 4 Bde., Paris 1919–1924, 1930
  - 1. La vie littéraire sous Louis-Philippe. Correspondances inédites de François Buloz, Alfred de Vigny, Brizeux, Sainte-Beuve, Mérimée, George Sand, Alfred de Musset, etc., Paris 1919, 1930
  - 2. La revue des Deux Mondes et la Comédie Française. Correspondances inédites de Georges Sand, Alfred de Musset, Madame François Buloz, Bocage, Alexandre Dumas, Rachel etc., Paris 1920, 1930
  - 3. Les derniers romantiques, Paris 1923, 1930
  - 4. Les écrivains du Second Empire, Paris 1924, 1930
- Sainte-Beuve à seize ans d’après des carnets et des documents inédits, Paris 1927
- Souvenirs de Miette [Mme Paul Bourget] recueillis par Marie-Louise Pailleron, Paris 1919
- L’enlèvement à la belle étoile. Histoire de M. de Saint-Géran, Paris 1927
- Les auberges romantiques, Paris 1929
- Chambéry, Paris 1929
- Le Ruisseau de la rue du Bac, Paris 1930
- Pauline de Beaumont. L’hirondelle de Chateaubriand, Paris 1930
- Madame de Staël, Paris 1931
- La vicomtesse de Chateaubriand, Paris 1935
- L’Affaire de West-Port, Fontenay-aux-Roses 1937
- George Sand. Histoire de sa vie, 3 Bde., Paris 1938–1942–1953
  - 1. Histoire de sa vie
  - 2. Les Années glorieuses de George Sand
  - 3. George Sand et les hommes de 48